# رطبان أخضر
رطبان أخضر (الاسم العلمي: Hygrocybe viridis) هو نوع من الفطريات يتبع جنس الرطبان من الفصيلة الهدبانية.